# Bradford (Tennessee)
Bradford és una població dels Estats Units a l'estat de Tennessee. Segons el cens del 2000 tenia 1.113 habitants.

## Demografia
Segons el cens del 2000, Bradford tenia 1.113 habitants, 472 habitatges, i 320 famílies. La densitat de població era de 241,4 habitants/km².
Dels 472 habitatges en un 25,8% hi vivien nens de menys de 18 anys, en un 53% hi vivien parelles casades, en un 12,7% dones solteres, i en un 32% no eren unitats familiars. En el 27,8% dels habitatges hi vivien persones soles el 14,8% de les quals corresponia a persones de 65 anys o més que vivien soles. El nombre mitjà de persones vivint en cada habitatge era de 2,36 i el nombre mitjà de persones que vivien en cada família era de 2,89.
Per edats la població es repartia de la següent manera: un 22,2% tenia menys de 18 anys, un 6,9% entre 18 i 24, un 25,9% entre 25 i 44, un 25,6% de 45 a 60 i un 19,4% 65 anys o més.
L'edat mediana era de 41 anys. Per cada 100 dones de 18 o més anys hi havia 78,2 homes.
La renda mediana per habitatge era de 30.486 $ i la renda mediana per família de 36.484 $. Els homes tenien una renda mediana de 31.250 $ mentre que les dones 20.250 $. La renda per capita de la població era de 15.609 $. Entorn del 9,1% de les famílies i el 14,9% de la població estaven per davall del llindar de pobresa.

## Poblacions més properes
El següent diagrama mostra les poblacions més properes.